# ウォートン・スクール
ペンシルベニア大学ウォートン・スクール（英: Wharton School of the University of Pennsylvania、略称Wharton）は、アイビー・リーグ8校の中のペンシルベニア大学のビジネススクールである。ウォートン(校)とも呼ばれる。M7の参加校。
1881年にフィラデルフィアの実業家であるジョセフ・ウォートンの寄付により、全米で最初に設立されたビジネススクールである。
スタンフォード大学経営大学院、ハーバードビジネススクール、シカゴ大学ブース・スクール・オブ・ビジネスと共に、世界最高峰のビジネススクールの一つであり、国際的に名高いファイナンス（金融・会計学）を中心に、マーケティングやマネージメント分野においても実用性の高いMBAプログラムを提供している。サンフランシスコ・キャンパスを開設するなど、近年はアントレプレナーシップ分野にも注力している。
ウォートン校は、各種ランキングにおいても高い評価を受けている。フィナンシャル・タイムズ紙による世界MBAランキングにおいては、2008年まで9年連続して第1位を獲得し、2018年度のランキングでは第3位とされた。また、US News & World Reportの米国MBAランキングにおいては、1990年以降、数年を除いて第3位以上を維持し、2019年度のランキングでは第1位とされ、ビジネスウィーク誌の米国MBAランキングにおいては、1994年からおよそ10年にわたり第1位を獲得し、2018年は全米第2位とされた。
2021年度に卒業するMBA生の卒業直後の総年収の中央値は、$210,000（2021年12月8日時点の日本円換算で¥23,874,900）であった。

## 歴史
フィラデルフィア出身のジョセフ・ウォートンは、工業用の冶金分野においてリーダー的な存在であり、アメリカン・ニッケル・カンパニー、そして、ベツレヘム・スティールを興し、富を築いた。彼は、自身のビジネスが成長するにつれて、ビジネスに必要な知識が徒弟制度を通じてのみ伝えられており、産業革命のさなかにおいて大きな経済を作り出す上で、大きな制約となる事に課題を感じた。2年間の構想期間を経て、ウォートンは1881年に10万ドルを寄付し、ウォートン校（Wharton School of Finance and Economy ）を創設した。これは米国初のビジネススクールであった。工業化が進展する社会において、企業や公共団体を指導するリーダーを育成するのが学校の目的であった。「現代のビジネス闘争を勝ち抜くため」の教育を施すとされた。
ウォートンは学校設立当初より、若者に対して営利・非営利団体の運営において必要とされる知識の伝達と財務や経済のスキルを身につける事を目的に掲げ、これらの重要な分野において誤謬のない正確な知識を身につけ、公私両面において共同体の役に立つ事が目的とされた。要するに、ファイナンスと経済におけるリベラル教育を施すための手段を確立する事が目的だった。
1902年に学校は、The Wharton School of Finance and Commerceと名称変更され、1972年に単にウォートン校と変更された。
初期における教授陣は、Philadelphia School of Political Economyという学校を組織していたビジネスマンや銀行家、法律家などで形成された。ビジネス教育の分野がまだ未発達だった当時に、教授陣は、社会科学をウォートンのカリキュラムに持ち込んだ。 弁護士であるAlbert S. Bollesが最初の教授を務め、1921年には産業研究部門が設立された。
1971年にノーベル経済学賞を受賞したサイモン・クズネッツ教授は、国の生産量、価格、投資、資本蓄積などに関する統計データを作り出し、季節性や景気サイクル等の実社会におけるトレンドを測定した。彼の研究は、GNPやGDPの標準的な測定手法の基礎を作った。彼は、全ての国の経済活動に関し、同じ統計情報を整えるべく、国際的な努力を行った。 同じくノーベル経済学賞受賞者である、Lawrence Klein教授は、経済理論に数学を組み合わせ、初の米国経済の経済学的モデリングに成功し、経済理論のテストや将来の経済トレンドの予測が可能となった。
George W. Taylor教授は、インダストリアルリレーション（労使関係論）の分野を創設した。

## 大学ランキング

### ビジネススクールのランキング
| ビジネススクールのランキング   | ビジネススクールのランキング | ビジネススクールのランキング | ビジネススクールのランキング |
| ------------------------------ | ---------------------------- | ---------------------------- | ---------------------------- |
| MBAのグローバルランキング      |                              |                              |                              |
| Business Insider               | 2                            | 2020                         |                              |
| Economist                      | 5                            | 2019                         |                              |
| Financial times                | 1                            | 2022                         |                              |
| Poets & Quants                 | 3                            | 2021                         |                              |
| MBAの米国ランキング            |                              |                              |                              |
| U.S. News & World Report       | 1                            | 2022                         |                              |
| Forbes                         | 5                            | 2019                         |                              |
| Bloomberg Businessweek         | 7                            | 2022                         |                              |
| 学部プログラムの米国ランキング |                              |                              |                              |
| U.S. News & World Report       | 1                            | 2017                         |                              |

2003年12月5日に、ウォートン校は、学生のプライバシーへの配慮や、ランキングの算出方法に懸念があるとして、ビジネススクールのランキングを算出するプログラムへの不参加を決定した。一方で、ウォートンは、ビジネス教育の分野において、世界トップの教育機関であると広く認められている。
ウォートンの学部プログラム(Undergraduate program)は、U.S. News & World Reportによる2014年〜2015年期間のランキングにおいて全米第1位と評価され、ウォートンの学部プログラムに関しては、ランキングが始まって以来、常に第1位を獲得し続けている。
大学院プログラム(Graduate school program)においては、U.S. News & World Reportで全米第4位である。また、フィナンシャルタイムズによれば2000年〜2009年、2011年に第1位とランキングされ、2017年には世界第3位とランキングされている。ビジネスウィークのランキングにおいても過去4年連続で第1位に選ばれ、2016年のランキングでは全米第6位にランキングされている。2016年のコーポレートナイト誌の評価によれば、社会や環境に与えたインパクトの観点で、世界中で第27位にランキングされている。
ウォートンは、ファイナンス教育において有名である。U.S. News & World Reportのランキングが始まって以来、ファイナンス部門では常に第1位の評価である。QSグローバル（QS 200 Business Schools Report 2013/2014)のランキングにおいても、ファイナンス部門でトップの評価であり、「ウォートンはファイナンス部門での卓越さを示し第1位の座に輝いた」との評価を得ている。ニューヨークタイムズは、ウォートンの学部プログラムを受けている学生を評価して、ウォールストリートのプロフェッショナルファームの人材に、最も近い存在であると評価し、Poets & Quants誌も、ウォートンのプログラムは、非常に濃密な教育プログラムと学生間での競争的なカルチャーにより、ファイナンス分野における唯一最高のプログラムであると評価している。
ウォートン校は、学会や企業の採用官などからも毎年高い評価を受けている。
ウォートン校のエグゼクティブMBAは、Poets & Quants誌のランキングにおいて、2011年、2012年、2013年の3年連続で第1位にランクインしている。（Poets & Quants誌のランキングは、U.S. News & World Report、ビジネスウィーク、ウォールストリートジャーナル、フィナンシャルタイムズなどのランキングデータを取得し、総合的に順位付けしたものである）

### 研究におけるランキング
世界で発行される24の学術誌での研究発表に基づくと、ウォートンは、ビジネススクールの間で、もっとも高いリサーチの生産性を上げている。インディアナ大学の調査レポートによれば、1986年の調査開始より、ウォートン校は、研究の生産性において第1位の順位を占めている。

## 学生生活
ウォートン校では、グレーディングカーブと呼ばれる成績分布ルールに基づいて成績が決定される。また、プリンストンレビューによれば、295のビジネススクールの中で、もっとも競争度合いが高いと評価されている。一方で、学生間でのチームワークを促進するために、ウォートンの学生団体(the Wharton Graduate Association)では、成績の非公開ポリシーを定めている。まず、第一の原則は、就職先の企業からフルタイムのポジションが提示されるまでは、全体の成績（GPAという）、個別クラスの成績、クラス内でのランキング、成績表などは、企業に開示しないというものである。第二の原則は、学業において守るべき模範的な態度やルールを明確に定めたものである。企業は、ウォートン校における採用活動において、これらのルールを遵守しつつ、採用活動を行っている。ウォートン内には、100以上の学生のクラブがある。また、学生が主体となって19以上のビジネスカンファレンスを開催している。

## 卒業生ネットワーク
ウォートンは、世界中の80地域で卒業生のクラブネットワークを有しており、92,000名が加盟している。 定期的にフィラデルフィアのキャンパスで、リユニオンと呼ばれる同窓会イベントが開催される他、学校が各地域の卒業生クラブと連携して、グローバル・アルムナイ・フォーラムと呼ばれるビジネスカンファレンスを主催している。日本国内ではウォートン・アルムナイ・クラブ・ジャパンとして活溌に交流が行われている。年次総会は例年10月頃に開催され、卒業年次を越え、多くのアルムナイが一堂に会する。

## 著名な卒業生
日本
- 柴四朗（東海散士）- 1884年第1期卒業生（Bachelor of Finance 取得）、小説家・衆議院議員
- 小池暢一-([ハムラグループ])代表取締役社長兼CEO
- 石黒泰時 - ミニット・アジア・パシフィック取締役社長
- 井上潤吾 - ボストン・コンサルティング・グループ パートナー・アンド・マネージング・ディレクター
- 井上誠一郎 - ユーシーカード代表取締役社長、日本クレジットカード協会会長
- 井上直樹 - SMBC信託銀行代表取締役副社長
- 伊与部恒雄 - 三菱商事 取締役兼常務執行役
- 中野宏信- トラスターキャピタルジャパン会長
- 岩崎久彌 - 三菱財閥3代目総帥
- 内海州史 - 元ワーナーミュージックジャパン社長、サイバード社長、キューエンタテインメント設立者・元CEO
- 大久保功 - GCAホールディングス シニアディレクター
- 太田順司 - 元東芝取締役監査委員長、元日本監査役協会会長
- 岡俊子 - アビームM&Aコンサルティング社長、三菱商事取締役、アステラス製薬監査役
- 岡部光明 - 明治学院大学国際学部教授、慶應義塾大学名誉教授
- 小川徳治 - 元立教大学教授、元日本アメリカンフットボール協会理事長
- 神田昌典 - 作家、経営コンサルタント
- 北村慶 - 作家
- 國部毅 - 三井住友フィナンシャルグループ社長・CEO
- 小林陽太郎 - 元富士ゼロックス（現:富士フイルムビジネスイノベーション）会長、経済同友会終身幹事（前代表幹事）、国際大学理事長
- 古森剛 - 元マーサー・ヒューマン・リソース・コンサルティング極東地域代表兼日本法人社長
- 近藤敬 - デロイト・トーマツ・コンサルティングパートナー・執行役員
- 島貫慶太 - 楽天上級執行役員、元オーネット社長
- 鈴木壮治 - 経営コンサルタント、元東京都参与
- 多賀利明 - 元ウォートン・スクール教授
- 田窪伸郎 - コーポレイト・ディレクション パートナー
- 田嶋要 - 衆議院議員
- 建元正弘 - 経済学者、大阪大学名誉教授
- 谷内満 - 早稲田大学教授
- 辻庸介 - マネーフォワード社長・CEO
- 筒井豊春 - キャピタル・パートナーズ証券株式会社  代表取締役兼CEO
- 寺沢芳男 - 元野村証券取締役副社長、元MIGA長官、元経済企画庁長官
- 富田岩芳 - 監査法人デロイト・トウシュ・トーマツ創業者
- 中島省吾 - 国際基督教大学名誉教授、元IAAER（世界会計学会）副会長、元日本会計研究学会会長
- 夏野剛 - KADOKAWA代表取締役社長、ドワンゴ代表取締役社長、内閣府規制改革推進会議議長、慶應義塾大学大学院特別招聘教授、元NTTドコモの執行役員
- 西谷洋介 - モニター・グループ 東京支社代表
- 野田武 - A.T.カーニー パートナー
- アーネスト・エム・比嘉 - ドミノ・ピザ日本法人社長、ウェンディーズ日本法人社長、ファーストキッチン社長
- 平尾彰章 - A.T.カーニー パートナー
- 本田桂子 - 多数国間投資保証機関 長官CEO、コロンビア大学客員教授
- 町田徹 - 経済ジャーナリスト、ノンフィクション作家。
- 松下正幸 - 松下電器産業副会長, 元関西経済同友会代表幹事
- 箕浦裕 ‐ メリルリンチ日本証券代表取締役会長、元三井住友銀行副会長
- 村瀬玄 - 東京商科大学教授
- 持田昌典 - ゴールドマン・サックス日本法人社長
- 森光威文 - アドバンテッジ・リスク・マネージメント 常務執行役、元ベイン・アンド・カンパニー パートナー
- 山本礼二郎 - インテグラル創業者・代表取締役、スカイマーク会長
- 吉村元久 - ヨシムラ・フード・ホールディングス創業者・社長
- 和田孝 - ニッキ代表取締役社長
- 渡辺岳夫(実業家)- タカラスタンダード社長

アメリカ・その他
- イーロン・マスク- スペースX社 CEO
- ナシーム・ニコラス・タレブ-『incerto』作者。数学者、投資家、哲学者、エッセイスト。
- ルース・ポラット - アルファベットCFO
- サンダー・ピチャイ - グーグルCEO
- リチャード・エル・フォルソム - アドバンテッジパートナーズ 共同代表パートナー
- アンドレ・アンドニアン - マッキンゼー日本支社長
- ジョン・スカリー - 元Apple Computer CEO
- ダグラス・エル・ピーターソン - シティグループ・ジャパン・ホールディングス株式会社　代表取締役兼CEO
- アジタ・ミタル - ミッタル・スチール 社長・CFO
- マイケル・ミルケン - ジャンクボンドの帝王
- ドナルド・トランプ - 第45代アメリカ合衆国大統領、実業家、タレント、作家。
- イヴァンカ・トランプ - アメリカ合衆国のファッションモデル、実業家。
- サフラ・キャッツ - オラクル社長
- ジュリアン・ベイショア - ボド・メラー・ケミー・ジャパン株式会社の代表取締役社長
- リック・ユーン、俳優、モデル。
- ウォーレン・バフェット　オハマの賢人　投資家

## パルマー・スカラー
パルマー・スカラー(Palmer Scholar）とは、2年間のMBAプロブラムを通じて成績上位5%（全科目ほぼ全てA）の生徒に与えられるタイトル。
- 西谷洋介(1994) - モニター・グループ 東京支社代表、ボストンコンサルティンググループ パートナー＆マネージングディレクター
- 福島駿介(2019) - 日本銀行
- 木下隆明(2023) - 三井住友銀行

## 学術提携機関
- INSEAD
- ケネディ・スクール（米国ハーバード大学）
- ロンドン・ビジネス・スクール
- 慶應義塾大学大学院経営管理研究科
- サシン経営大学院（タイ国立チュラロンコン大学）